# Èvres
 Èvres  es una población y comuna francesa, en la región de Lorena, departamento de Mosa, en el distrito de Bar-le-Duc y cantón de Seuil-d'Argonne.

## Demografía
| 150 | 135 | 116 | 109 | 97 | 94 |
| Para los censos de 1962 a 1999 la población legal corresponde a la población sin duplicidades (Fuente: INSEE [Consultar]) |     |     |     |    |    |